# Diademosa
Diademosa är ett släkte av svampar. Diademosa ingår i familjen Diademaceae, ordningen Pleosporales, klassen Dothideomycetes, divisionen sporsäcksvampar och riket svampar.
| Diademosa | \| \| Diademosa californiana \| \| \| \| |
|           | \| \| Diademosa californiana \| \| \| \| |
|           | Comoclathris                             |
|           |                                          |
|           | Diadema                                  |
|           |                                          |
|           | Diademosa californiana                   |
|           |                                          |

|  | Diademosa californiana |
|  |                        |